# Jörn Dosch
Jörn Dosch (* 1967 in Mannheim) ist ein deutscher Politologe.

## Leben
Er studierte Politikwissenschaft, Ethnologie und öffentlichen Rechts an der Universität Mainz (MA (1992), Dr. phil. (1996), Habilitation in Politikwissenschaft (2000)). Von 2012 bis 2013 war er Professor für Internationale Beziehungen, Monash University, Sunway Campus, Malaysia und Geschäftsführender Leiter der School of Arts and Social Sciences, Monash University. Seit 2013 ist er Inhaber des Lehrstuhls für Internationale Politik und Entwicklungszusammenarbeit an der Universität Rostock.